# Hemisus microscaphus
The Ethiopian Snout-burrower hoặc Hemisus microscaphus (tên tiếng Anh: Lake Zwai Snout-burrower) là một loài ếch trong họ Hemisotidae. Chúng là loài đặc hữu của Ethiopia.
Các môi trường sống tự nhiên của chúng là các khu rừng khô nhiệt đới hoặc cận nhiệt đới, xavan khô, đồng cỏ ở cao nhiệt đới hoặc cận nhiệt đới, sông, đầm nước, đầm nước ngọt có nước theo mùa, suối nước ngọt, và các khu rừng trước đây bị suy thoái nặng nề. Loài này đang bị đe dọa do mất môi trường sống.